# کاروانسرای برکه سفید (برکه نو)
کاروانسرای برکه سفید (برکه نو) مربوط به دوره صفوی است و در شهرستان خمیر، ۶ کیلومتری غرب کاروانسرای تقی خانی واقع شده و این اثر در تاریخ ۱۷ اسفند ۱۳۸۱ با شمارهٔ ثبت ۷۷۲۲ به‌عنوان یکی از آثار ملی ایران به ثبت رسیده است.